# Mosquée de Drancy
 (mars 2025).
Motif : WP:TI et WP:POV.
- Archive Wikiwix
- Bing
- Cairn
- DuckDuckGo
- E. Universalis
- Gallica
- Google
- G. Books
- G. News
- G. Scholar
- Persée
- Qwant
- (zh) Baidu
- (ru) Yandex
- (wd) trouver des œuvres sur Wikidata

| 1. | Préciser le motif de la pose du bandeau. | Précisez le motif de la pose du bandeau en utilisant la syntaxe suivante : {{admissibilité à vérifier\|date=mars 2025\|motif=remplacez ce texte par le motif}}                         |
| 2. | Informer les utilisateurs concernés.     | Pensez à avertir le créateur de l'article, par exemple, en insérant le code ci-dessous sur sa page de discussion : {{subst:avertissement admissibilité à vérifier\|Mosquée de Drancy}} |

La mosquée de Drancy est un édifice religieux musulman situé à Drancy, en France. 

## Histoire
Le lieu est célèbre pour son imam, le Franco-Tunisien Hassen Chalghoumi. La mosquée est en proie à de vives tensions entre, d'une part, les partisans de l'imam, et de l'autre des groupes traditionalistes qui le qualifient d'« imam des Juifs ».

## Description
Financée et construite sous l'impulsion de la municipalité UDI de la ville de Drancy, sous le mandat de Jean-Christophe Lagarde, pour un montant de 1,8 million €, et sans en avertir ses administrés.
Sur le site de l'ex député-maire de Drancy, Jean-Christophe Lagarde déclarait sur la page d’accueil :
"Lorsque vous m’avez élu pour porter votre voix à l’assemblé nationale, je m’étais engagé à vous informer régulièrement des positions que je prendrai et à relayer vos demandes, c’est ce que je m’efforce à faire depuis 2002".
Pourtant, Jean-Christophe Lagarde a officiellement avoué à ses administrés qu'il les avait trompé. Selon lui : "Oui, je vous ai volontairement caché que ce serait une mosquée".
Concernant son financement, l'ex-maire de la ville prétendrait que le financement de 1,8 million d'euros constitue un prêt remboursé par l'intermédiaire d'un loyer payé par l'association cultuelle, à hauteur de 4000,00€ par mois (soit 48,000€ annuel - représentant environ 2,67 % du montant total du financement).
Pour certains détracteurs du projet, ce remboursement de 2,67 % par an correspondrait à un taux inférieur à l'inflation, aux intérêts du Livret A, à l'époque de la construction du projet. Ainsi suggérant que le loyer de 4000,00€ ne permettrait pas de rembourser les intérêts de la dette, et par conséquent, le capital d'1,8 million d'euros « prêté » par la mairie qui ne serait jamais remboursé d'un seul centime. En conclusion, ils déclarent que la mairie de Drancy aurait financé à 100 % un culte privé.
La mosquée municipale est louée à une association cultuelle musulmane dirigée par Hassen Chalghoumi.
La salle appartient à la ville de Drancy sous le nom de "Salle polyvalente du quartier de l'Avenir".